# Verona (Wisconsin)
Verona è un comune degli Stati Uniti d'America, situato nello Stato del Wisconsin, nella Contea di Dane.